# Brno-Královo Pole (część miasta)
Brno-Královo Pole – jedna z 29 części miasta Brna o powierzchni 991 ha. Położona jest na północ od centrum miasta.